# 台湾涡蛛
台湾涡蛛（学名：Octonoba taiwanica）为蟱蛛科涡蛛属的动物。分布于台湾等地。该物种的模式产地在台湾。